# Dysphaea walli
Dysphaea walli – gatunek ważki z rodziny Euphaeidae.